# Исикава, Хидэо
Хидэо Исикава (яп. 石川 英郎 Исикава Хидэо, род. 13 декабря 1969, префектура Хиого, Япония) — японский сэйю, работающий в Aoni Production. Настоящее имя — Хидэро, но в работе использует имя «Хидэо».
После озвучивания игры Final Fantasy X Хидэо стал получать преимущественно предложения озвучивать персонажей с низким тембром голоса. Женат, имеет двух детей.

## Заметные роли

### Аниме
- Avenger — Джейд
- Bleach — Дзюсиро Укитакэ
- Boys Be — Ёсихико Кэндзё
- Death Note — Хидэки Идэ, Рей Пенбер
- Detective School Q — Кинтаро Тояма
- Fancy Lala — Хироя Айкава
- Final Fantasy VII: Advent Children — Кайт Сит
- Getter Robo — Рёма Нагарэ
- Ghost in the Shell: Stand Alone Complex — Подставной Смеющийся человек
- Gravitation — Тацуха
- Innocent Venus — Торадзи Сиба
- Kiniro no Corda — Хирото Канадзава
- Mobile Suit Gundam MS IGLOO — Оливер Мэй
- Naruto — Итачи Утиха
- New Cutey Honey — Адонис
- One Piece — Фуллбади, Стэнсен
- Re: Cutey Honey — Сэйдзи Хаями
- Saint Seiya — Единорог Дзябу
- JoJo's Bizarre Adventure: Golden Wind — Польпо/Black Sabbath
- Slam Dunk — Киттё Фукуда
- Transformers Galaxy Force — Дрэдлок

### Видеоигры
- Ace Combat 5: The Unsung War — Элвин Дэвенпорт
- Compilation of Final Fantasy VII — Кайт Сит
- Dynasty Warriors 4 — Чжо Тай
- Final Fantasy X, Final Fantasy X-2, & Kingdom Hearts II — Аурон
- Kingdom Hearts, Kingdom Hearts II and Dissidia: Final Fantasy — Скволл Леонхарт (Леон)
- Kiniro no Corda — Хирото Канадзава
- Kiniro no Corda 2 — Хирото Канадзава
- Rockman X6 — Рэйни Тартлоид
- Onimusha: Dawn of Dreams — Тэнкай Нанкобо (Самоносукэ Акэти)
- Tales of Destiny — Пьер д’Шалте
- Tales of Eternia — Роэн, Гном
- Tekken — Ёсимуцу
- Xenosaga — Кевин Винникот
- Yo-Jin-Bo — Цубаки Тайнодзё
- Sengoku Musou 2 — Хидэёси Тоётоми
- Shogun 2: Total War — различные генералы и воины

### Drama CD
- Wild Adapter — Токито Минору